# Orlando Magic
Orlando Magic američka profesionalna košarkaška momčad iz grada Orlanda na Floridi. Nastupa u NBA ligi od 1989. godine.

## Dvorane
Momčad nastupa u dvorani Amway Arena od svog početka igranja u ligi 1989. Dvorana je mijenjala naziv nekoliko puta. Izvorno se dvorana zvala Orlando Arena, zatim TD Waterhouse Centre (1999. – 2006.), da bi od prosinca 2006. bila poznata pod sadašnjim nazivom.

## Vanjske poveznice
- (engl.)Orlando Magic službene internet stranice